# Horná Ves (Žiar nad Hronom)
Horná Ves (deutsch Windischdorf, ungarisch Felsőtóti – bis 1892 Hornavesz) ist eine mittelslowakische Gemeinde südlich der Stadt Kremnica, in den Kremnitzer Bergen.
Der Ort wurde 1429 erstmals als Vindisdorf erwähnt. Im Ort gibt es eine barocke Säule der Dreifaltigkeit aus dem Jahr 1711.
Von 1952 bis 1957 sowie von 1980 bis 1997 war die Gemeinde in die Stadt Kremnica eingemeindet.

## Bevölkerung
| Jahr                | 1994 | 2004 | 2014    | 2024    |
| ------------------- | ---- | ---- | ------- | ------- |
| Anzahl der Personen | 0    | 739  | 711     | 642     |
| Unterschied         |      | –    | −3,78 % | −9,70 % |

| Jahr                | 2023 | 2024    |
| ------------------- | ---- | ------- |
| Anzahl der Personen | 656  | 642     |
| Unterschied         |      | −2,13 % |